# 복도 많지 뭐유
복도 많지 뭐유는 한국에서 제작된 백호빈 감독의 1959년 영화이다. 김희갑 등이 주연으로 출연하였고 정화세 등이 제작에 참여하였다.

## 출연

### 주연
- 김희갑
- 구봉서
- 이빈화
- 남미리

## 제작진
- 조명: 고상배
- 녹음: 손인호
- 미술: 박석인